# James Parrott
James Parrott (2 de agosto de 1897 – 10 de mayo de 1939) fue un actor, director y guionista cinematográfico de nacionalidad estadounidense, activo en la época del cine mudo. Era el hermano menor del actor Charley Chase.

## Biografía
Su nombre completo era James Gibbons Parrott, y nació en Baltimore, Maryland, siendo sus padres Charles y  Blanche Thompson Parrott. En 1903 su padre falleció a causa de un infarto agudo de miocardio, dejando a la familia en una mala situación económica, por lo que hubieron de ir a vivir con un pariente. Su hermano Charley abandonó la escuela para ir a trabajar, a fin de apoyar económicamente a su madre y a su hermano. Finalmente, Charley se dedicó al teatro y dejó su casa a los 16 años para viajar en el circuito de vodevil como cantante y actor cómico. Cuando llegó a la adolescencia, James también dejó la escuela, relacionándose con bandas callejeras de Baltimore.
Más adelante, los contactos de Charley en la industria cinematográfica facilitaron que su hermano menor se iniciara en el cine, actuando en los años 1920 en una serie de comedias de relativo éxito producidas por Hal Roach. En un principio utilizó como nombre artístico "Paul Parrott," y después "Jimmie Parrott." Aproximadamente participó en 75 comedias entre 1921 y 1923, con títulos distribuidos por Pathé hasta 1926. Entre las estrellas con las que actuó figuran Marie Mosquini, Jobyna Ralston, Eddie Baker, y Ernie Morrison. 
Pese a su faceta interpretativa, quizás Parrott es más conocido como director de comedias, especializándose en las cintas de Stan Laurel y Oliver Hardy, entre ellas el clásico ganador de un Premio Oscar The Music Box y Helpmates.
En los años 1930, Parrott tenía importantes problemas con el alcohol y las drogas (tomaba muchas anfetaminas) y, aunque era todavía capaz de dirigir cortos de calidad, se había hecho conocido por su poca fiabilidad. Mediada la década, su trabajo era irregular. Stan Laurel lo utilizaba esporádicamente para realizar gags de los filmes de la pareja, y dirigiría un corto de La Pandilla en 1934, más varias aceptables entregas de la serie de Thelma Todd y Patsy Kelly.
En 1937 Parrott aceptaba cualquier trabajo que se le ofreciese, pero finalmente ya no pudo dirigir ni escribir guiones, por lo que hubo de depender económicamente de su hermano. Tuvo un breve matrimonio con Ruby Ellen McCoy en 1937, pero según empeoraban sus adicciones, también empeoró su estado mental.
Falleció a los 41 años de edad, a causa de una insuficiencia cardiaca en Los Ángeles, California. Su hermano Charley quedó muy afectado y falleció 13 meses después. Fue enterrado en el Cementerio Forest Lawn Memorial Park de Glendale (California).

## Filmografía

### Actor
- Hit Him Again, de Gilbert Pratt (1918)
- A Gasoline Wedding, de Alfred J. Goulding (1918)
- Look Pleasant, Please, de Alfred J. Goulding (1918)
- Here Come the Girls, de Fred Hibbard (1918)
- Let's Go, de Alfred J. Goulding (1918)
- Follow the Crowd (1918)
- Pipe the Whiskers, de Alfred J. Goulding (1918)
- It's a Wild Life, de Gilbert Pratt (1918)
- Hey There!, de Alfred J. Goulding (1918)
- Kicked Out, de Alfred J. Goulding (1918)
- Two-Gun Gussie, de Alfred J. Goulding (1918)
- Fireman Save My Child, de Alfred J. Goulding (1918)
- Sic 'Em, Towser, de Gilbert Pratt (1918)
- Somewhere in Turkey', de Alfred J. Goulding (1918)
- An Ozark Romance', de Alfred J. Goulding (1918)
- Kicking the Germ Out of Germany', de Alfred J. Goulding (1918)
- That's Him', de Alfred J. Goulding (1918)
- Bride and Gloom (1918)
- Two Scrambled, de Gilbert Pratt (1918)
- No Place Like Jail, de Frank Terry (1918)
- Why Pick on Me? (1918)
- Just Rambling Along, de Hal Roach (1918)
- Hear 'Em Rave, de Gilbert Pratt (1918)
- She Loves Me Not (1918)
- An Auto Nut (1919)
- Do You Love Your Wife?, de Hal Roach (1919)
- Wanted - $5,000, de Gilbert Pratt (1919)
- Going! Going! Gone!, de Gilbert Pratt (1919)
- Hustling for Health, de Frank Terry (1919)
- Hoots Mon!, de Hal Roach (1919)
- I'm on My Way (1919)
- The Dutiful Dub, de Alfred J. Goulding (1919)
- A Sammy in Siberia (1919)
- Young Mr. Jazz, de Hal Roach (1919)
- Crack Your Heels, de Alfred J. Goulding (1919)
- Ring Up the Curtain, de Alfred J. Goulding (1919)
- Si, Senor, de Alfred J. Goulding (1919)
- Pistols for Breakfast, de Alfred J. Goulding (1919)
- Swat the Crook (1919)
- Off the Trolley, de Alfred J. Goulding (1919)
- At the Old Stage Door, de Hal Roach (1919)
- A Jazzed Honeymoon, de Hal Roach (1919)
- Count Your Change, de Alfred J. Goulding (1919)
- Chop Suey & Co., de Hal Roach (1919)
- His First Flat Tire (1920)
- Big Town Ideas (1921)
- Try, Try Again (1922)
- Paste and Paper (1922)
- Loose Change (1922)
- Rich Man, Poor Man (1922)
- Stand Pat (1922)
- Friday, the Thirteenth (1922)
- The Late Lamented (1922)
- A Bed of Roses (1922)
- Busy Bees (1922)
- The Bride-to-Be (1922)
- Take Next Car (1922)
- Touch All the Bases (1922)
- The Truth Juggler (1922)
- Rough on Romeo (1922)
- Wet Weather (1922)
- The Landlubber, de James D. Davis (1922)
- Bone Dry (1922)
- Soak the Shiek (1922)
- Face the Camera (1922)
- The Uppercut (1922)
- Shiver and Shake (1922)
- The Golf Bug (1922)
- Shine 'Em Up! (1922)
- Washed Ashore (1922)
- Harvest Hands (1922)
- The Flivver (1922)
- Blaze Away (1922)
- I'll Take Vanilla, de James D. Davis (1922)
- Fair Week (1922)
- The White Blacksmith (1922)
- Fire the Fireman (1922)
- Post No Bills, de Ralph Ceder (1923)
- Watch Your Wife, de J.A. Howe (1923)
- Mr. Hyppo (1923)
- Don't Say Die (1923)
- Jailed and Bailed (1923)
- A Loose Tightwad (1923)
- Tight Shoes (1923)
- Do Your Stuff (1923)
- Shoot Straight (1923)
- For Safe Keeping (1923)
- Bowled Over (1923)
- Get Your Man (1923)
- The Smile Wins (1923)
- Good Riddance (1923)
- Speed the Swede (1923)
- Sunny Spain (1923)
- For Art's Sake (1923)
- Fresh Eggs (1923)
- Uncovered Wagon (1923)
- For Guests Only (1923)
- Live Wires, de J.A. Howe (1923)
- Take the Air (1923)
- Finger Prints (1923)
- Winner Take All (1923)
- Dear Ol' Pal (1923)
- Join the Circus (1923)
- Get Busy (1924)
- Whispering Lions (1925)
- The Caretaker's Daughter, de Leo McCarey (1925)
- The Sleuth, de Joe Rock y Harry Sweet (1925)
- Are Parents Pickles? (1925)
- Whistling Lions (1925)
- Between Meals (1926)
- Don't Butt In (1926)
- Soft Pedal (1926)
- Pay the Cashier (1926)
- The Only Son (1926)
- Hired and Fired (1926)
- The Old War-Horse (1926)
- Pardon Us (1931)
- Washee Ironee (1934)

### Director
- The Pickaninny (1921)
- Mixed Nuts (1922)
- Just a Minute (1924)
- Hard Knocks (1924)
- Love's Detour (1924)
- The Fraidy Cat (1924)
- Don't Forget (1924)
- Should Sailors Marry? (1925)
- The Cow's Kimona (1926)
- On the Front Page (1926)
- There Ain't No Santa Claus (1926)
- Many Scrappy Returns (1927)
- Are Brunettes Safe? (1927)
- A One Mama Man (1927)
- Forgotten Sweeties (1927)
- Bigger and Better Blondes (1927)
- Fluttering Hearts (1927)
- What Women Did for Me (1927)
- The Sting of Stings (1927)
- The Lighter That Failed (1927)
- Now I'll Tell One (1927)
- Us (1927)
- Assistant Wives (1927)
- Never the Dames Shall Meet (1927)
- All for Nothing (1928)
- Galloping Ghosts (1928)
- Their Purple Moment (1928)
- Should Married Men Go Home? (1928)
- Two Tars (1928)
- Habeas Corpus (1928)
- Chasing Husbands (1928)
- Ruby Lips (1929)
- Lesson No. 1 (1929)
- Happy Birthday (1929)
- Furnace Trouble (1929)
- Stewed, Fried and Boiled (1929)
- Perfect Day (1929)
- They Go Boom! (1929)
- The Hoose-Gow (1929)
- La Vida Nocturna, versión española de Blotto (1930)
- Une nuit extravagante, versión francesa de Blotto (1930)
- Tiembla y Titubea, versión española de Below Zero (1930)
- Der Spuk um Mitternacht, versión alemana de The Laurel & Hardy Murder Case (1930)
- Radiomanía, versión española de Hog Wild (1930)
- Noche de duendes, versión española de Night Owls (1930)
- Feu mon oncle, versión francesa de The Laurel & Hardy Murder Case (1930)
- Night Owls (1930)
- Blotto (1930)
- Brats (1930)
- Below Zero (1930)
- Hog Wild (1930)
- The Laurel & Hardy Murder Case (1930)
- Another Fine-Mess (1930)
- La Señorita de Chicago, versión española de The Pip from Pittsburg (1931)
- Los Presidiarios, versión portuguesa de Pardon Us (1931)
- Pardon Us (1931)
- Hinter Schloss und Riegel, versión alemana de Pardon Us (1931)
- Be Big! (1931)
- The Pip from Pittsburgh (1931)
- Monerías, versión española de Rough Seas (1931)
- Rough Seas (1931)
- One of the Smiths (1931)
- The Panic Is On (1931)
- Skip the Maloo! (1931)
- What a Bozo! (1931)
- Helpmates (1932)
- The Music Box (1932)
- The Chimp (1932)
- County Hospital (1932)
- Young Ironsides (1932)
- Girl Grief (1932)
- Now We'll Tell One (1932)
- Mr. Bride (1932)
- Twice Two (1933)
- Twin Screws (1933)
- Mixed Nuts (1934)
- A Duke for a Day (1934)
- Benny from Panama (1934)
- Washee Ironee (1934)
- Opened by Mistake (1934)
- Treasure Blues (1935)
- Sing, Sister, Sing (1935)
- The Tin Man (1935)
- The Misses Stooge (1935)
- Do Your Stuff (1935)

### Guionista
- Chasing the Chaser (1925)
- Unfriendly Enemies (1925)
- Laughing Ladies (1925)
- Your Husband's Past (1926)
- Wandering Papas, de Stan Laurel (1926)
- Say It with Babies (1926)
- Never Too Old (1926)
- Along Came Auntie, de Fred Guiol y Richard Wallace (1926)
- Should Husbands Pay? (1926)
- Wise Guys Prefer Brunettes (1926)
- Get 'Em Young, de Fred Guiol (1926)
- On the Front Page (1926)
- Galloping Ghosts (1926)
- Should Married Men Go Home?, de James Parrott (1928)
- Way Out West, de James W. Horne (1937)
- Swiss Miss, de John G. Blystone y Hal Roach (1938)
- Block-Heads, de John G. Blystone (1938)